# لیتل کورنارد
لیتل کورنارد (به انگلیسی: Little Cornard) یک روستا و محله مدنی در بریتانیا است که در Babergh واقع شده‌است. لیتل کورنارد ۲۸۶ نفر جمعیت دارد.